# 波瓦 (米兰达-杜多鲁)
波瓦是葡萄牙布拉干萨区的一个堂区。总面积22.42平方公里，总人口243人，人口密度10.8人/平方公里。